# 2483 Гвіневера
2483 Гвіневера (2483 Guinevere) — астероїд головного поясу, відкритий 17 серпня 1928 року. Належить до групи Гільди.